# San Antonio Mextepec
San Antonio Mextepec är en ort i kommunen San Felipe del Progreso i delstaten Mexiko i Mexiko. Samhället hade 966 invånare vid folkräkningen 2020.